# NS 2400
De NS-locserie 2400 is een serie dieselelektrische locomotieven die tussen 1954 en 1991 werd ingezet door de Nederlandse Spoorwegen.

## Geschiedenis

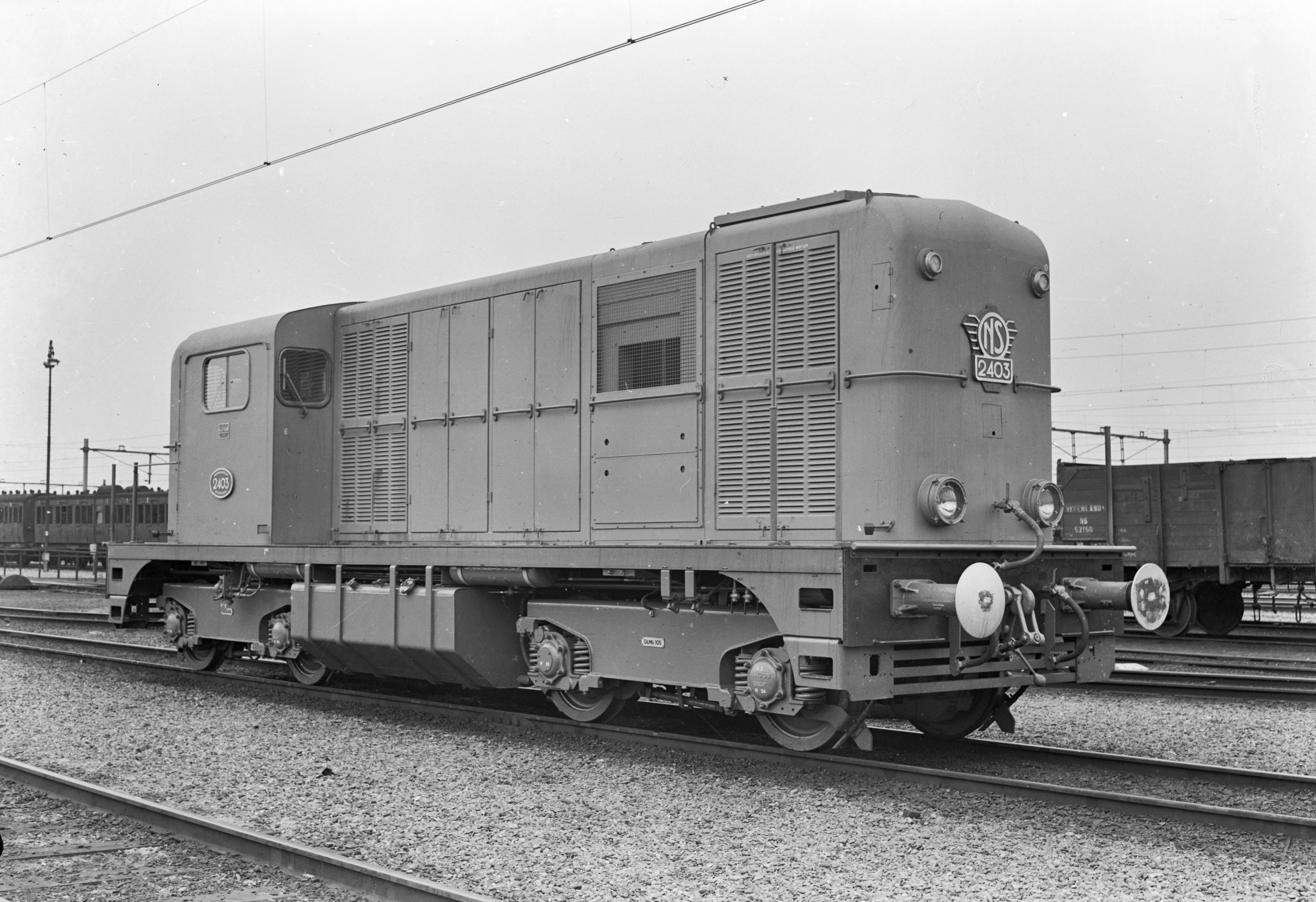
Locomotief 2403 in het lichtblauw te Eindhoven, kort na aflevering; 12 april 1954.

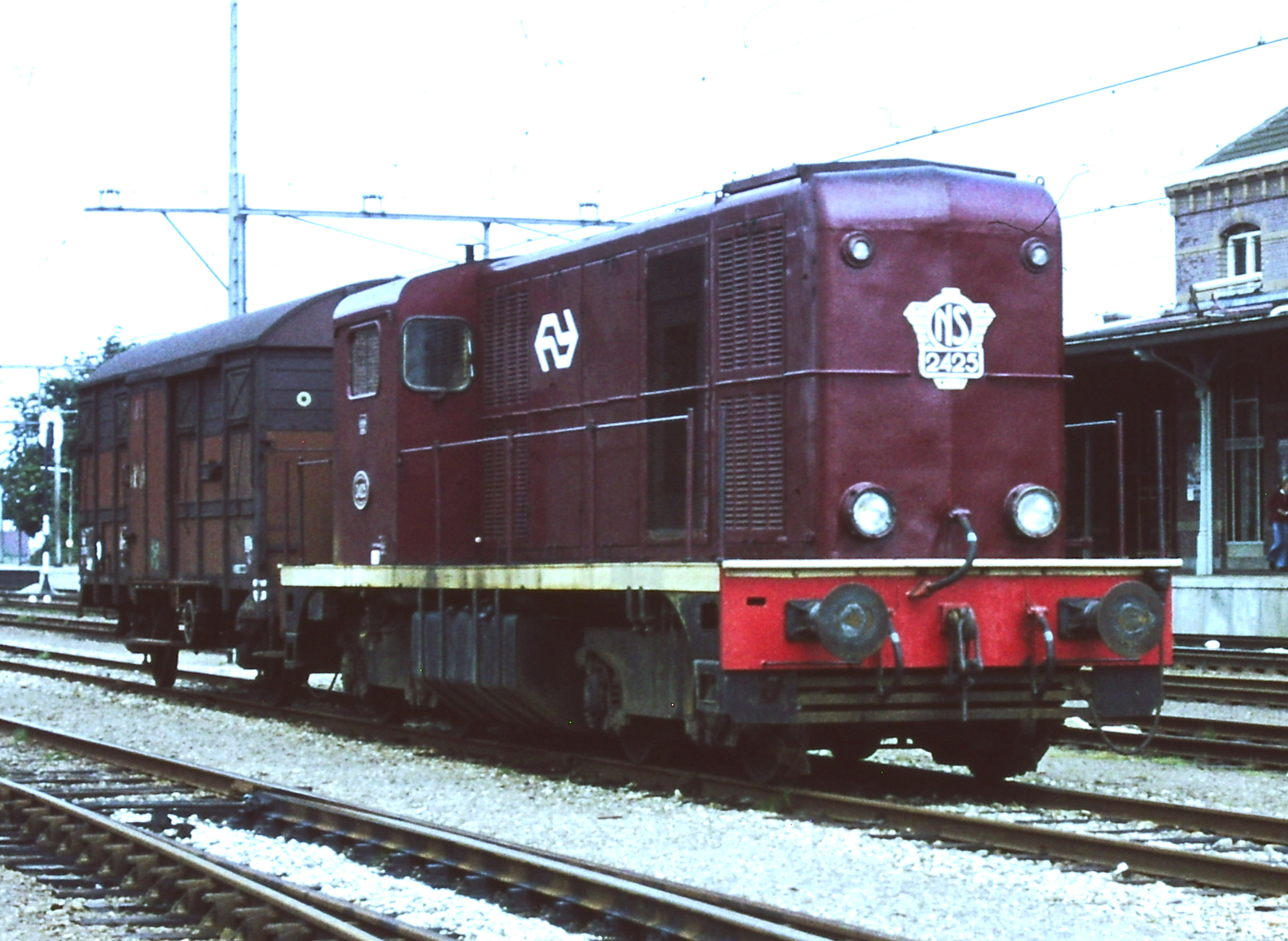
Loc 2425 te Geldermalsen; 1974.

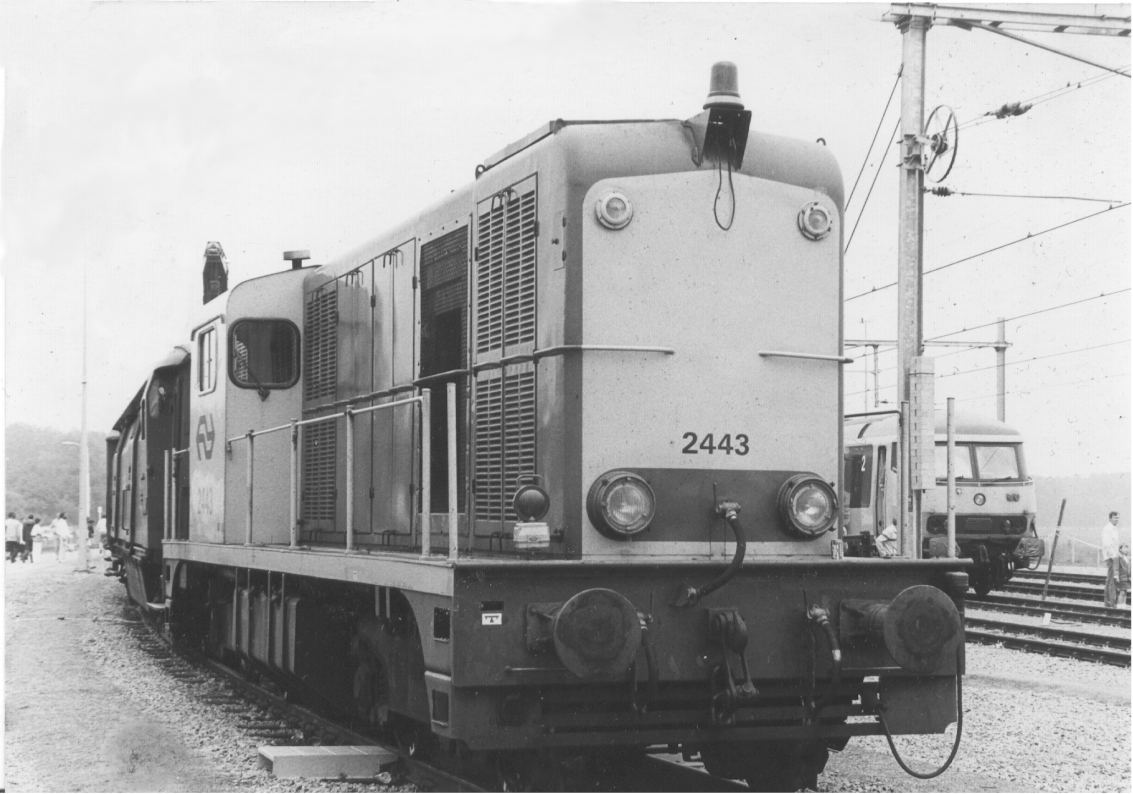
Loc 2443 te Lelystad; 1988.

In het begin van de jaren vijftig besloot de NS dat de nog resterende stoomlocomotieven binnen enkele jaren vervangen zouden moeten worden. Hiertoe werden onder andere 280 diesellocomotieven besteld die, verdeeld over de series NS 2200 en NS 2400, er toe bijdroegen dat de laatste stoomlocomotief in januari 1958 buiten dienst gesteld kon worden.
Er werden locomotieven aangeschaft van een beproefd ontwerp. Bij Alsthom in Frankrijk werden 130 locs besteld (serie 2400) en voorts 150 locs van Amerikaans ontwerp (serie 2200) bij verschillende fabrieken in Nederland en Frankrijk.
De serie 2400 was niet speciaal voor de NS ontworpen. Locomotieven van dit model werden door Alsthom in het Franse Belfort in de jaren vijftig al geleverd aan spoorwegen in de toenmalige Franse koloniën en naar een aantal andere landen. De 2401-2530 werden gebouwd in 1954-1957. In dezelfde periode werd ook de serie 2200 afgeleverd.
Van 1954 tot 1991 deden zij vanuit Zwolle dienst in het noorden van het land, aanvankelijk ook voor reizigerstreinen, later alleen goederentreinen. Zij kwamen ook in depot in Eindhoven. Na sluiting van Eindhoven kwamen zij ook naar Amsterdam Watergraafsmeer van waaruit zij de rest van het land bereden. Vanaf 1980 waren alle 113 nog aanwezige locs te Zwolle in depot. De locs konden ook in treinschakeling rijden, aanvankelijk met twee locs, vanaf 1970 werd ook drie locs gebruikelijk.
De locomotieven 2401-2422, met uitzondering van de 2416, die als 2501 was afgeleverd, hadden bij aflevering de kleur lichtblauw. De voetplaat, opstaptreden en buffers waren grijs en de bufferbalken vermiljoenrood. Die kleurencombinatie droegen zij tot rond 1956. De rest kwam in het roodbruin op de baan, net zoals de meeste NS-diesellocomotieven in de jaren vijftig. Vanaf 1971 werden ze geleidelijk overgeschilderd in de NS-huisstijlkleuren grijs met geel. Een deel van de locomotieven (15 stuks) bleef echter tot het einde roodbruin. Van de locs 2415-2436 werden er 19  in 1981-1982 voorzien van een A-frontsein om op de grensbaanvakken met Duitsland te kunnen rijden.
Oorspronkelijk waren de locs voorzien van grote nummerplaten op de fronten en kleinere ovale platen op de cabines. Deze platen pasten niet bij de geel-grijze huisstijl en verdwenen uiteindelijk van alle locomotieven. De nummerplaten zijn onder treinliefhebbers gezochte verzamelobjecten waar veel geld voor wordt betaald.

## De afwijkende 2530

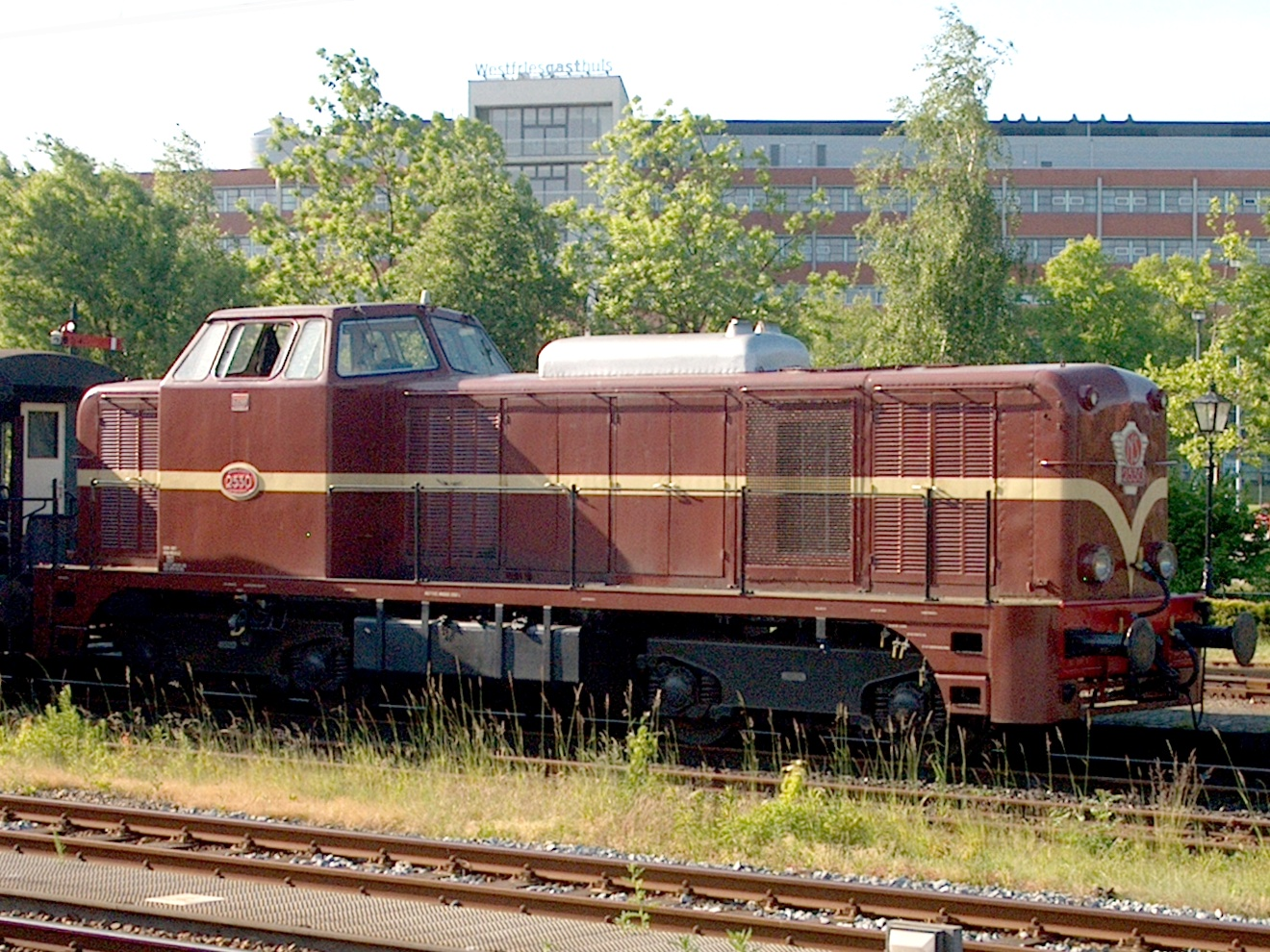
Loc 2530 te Hoorn; 24 mei 2008

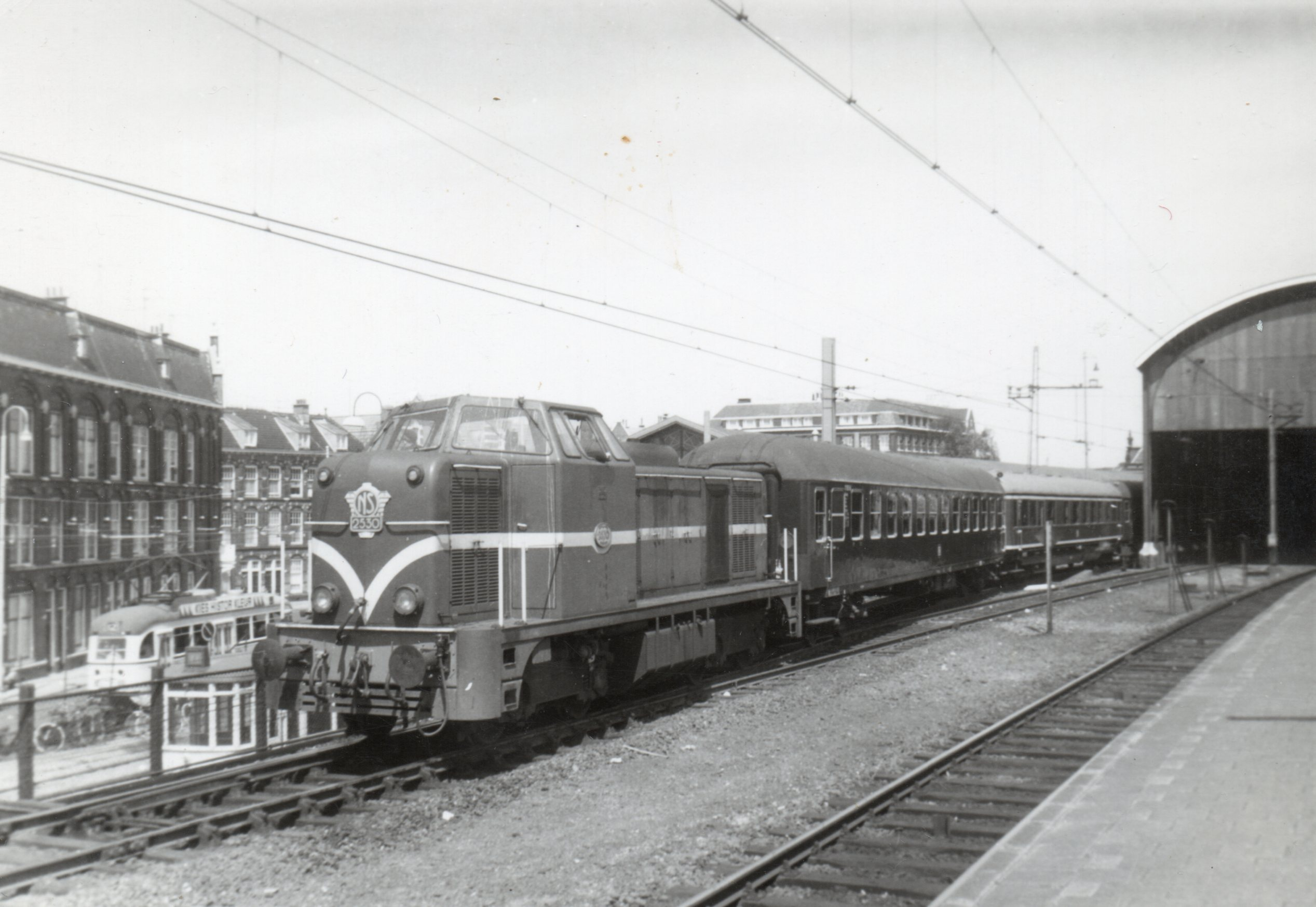
NS-locomotief 2530, station Den Haag HS; zomer 1965

Omdat het uitzicht vanuit de cabine van een 2400 vooral in de treindienst niet zo goed was, werd als proef de laatste, in 1957 geleverde, loc met lagere motorhuiven en een afwijkende cabine uitgerust. De cabine is hoger en langer en biedt een beter comfort en uitzicht dan die van de seriegenoten. De 2530 kwam in dienst in een afwijkende kleur: lila met zwart onderstel en dat leverde de loc de bijnaam de bisschop op. Deze speciale kleur was gekozen door de echtgenote van F.Q. den Hollander, president-directeur van de NS, die de loc had besteld. In 1963 werd de loc roodbruin, net als de rest van de serie. Deze loc werd veel ingezet voor werktreinen en was van 1964 tot 1989 de trekkracht van de sproeitrein.

## Buitendienststelling

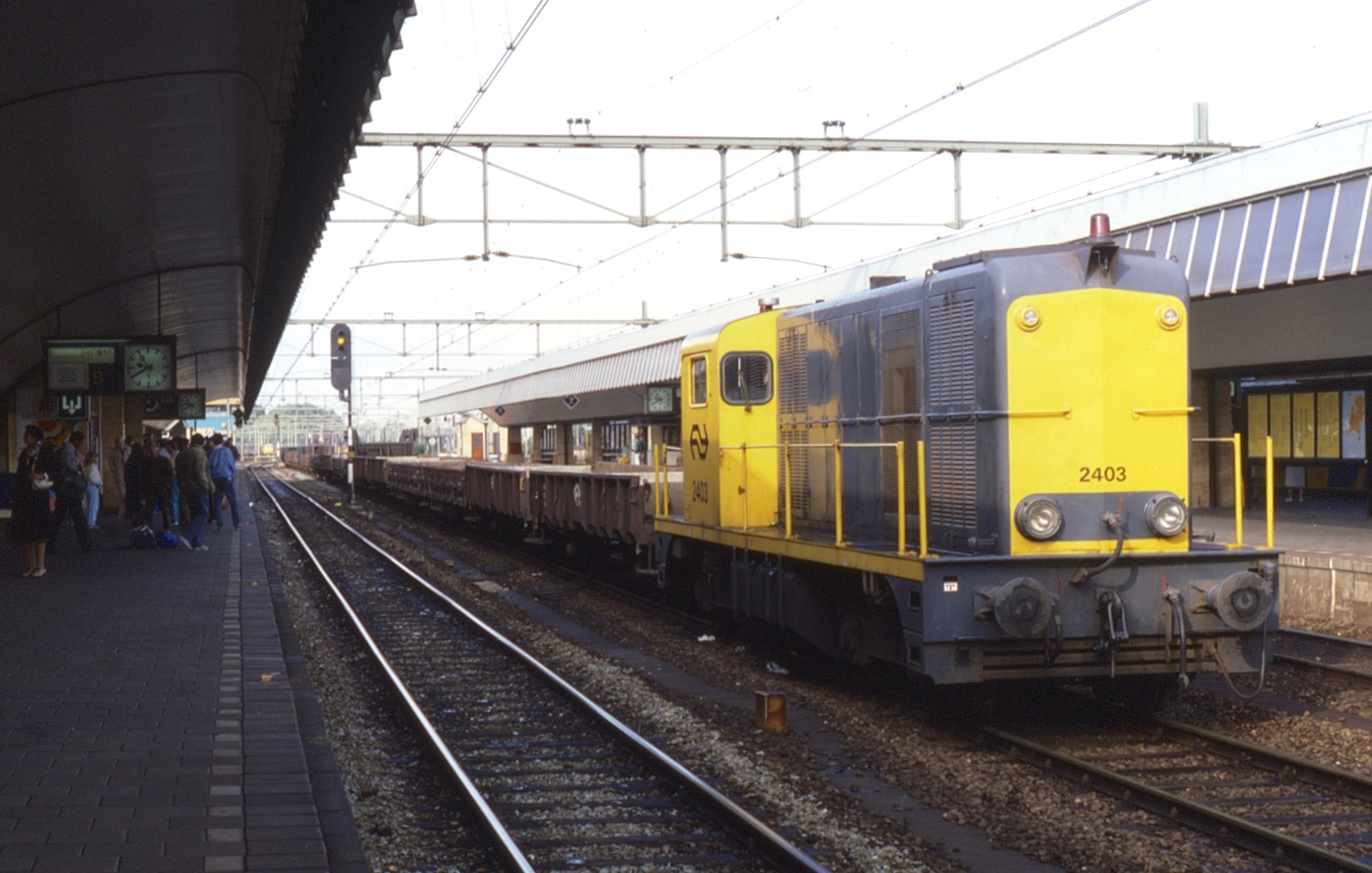
Loc. 2403 met een 'ballasttrein' te Rotterdam CS; 30 augustus 1986.

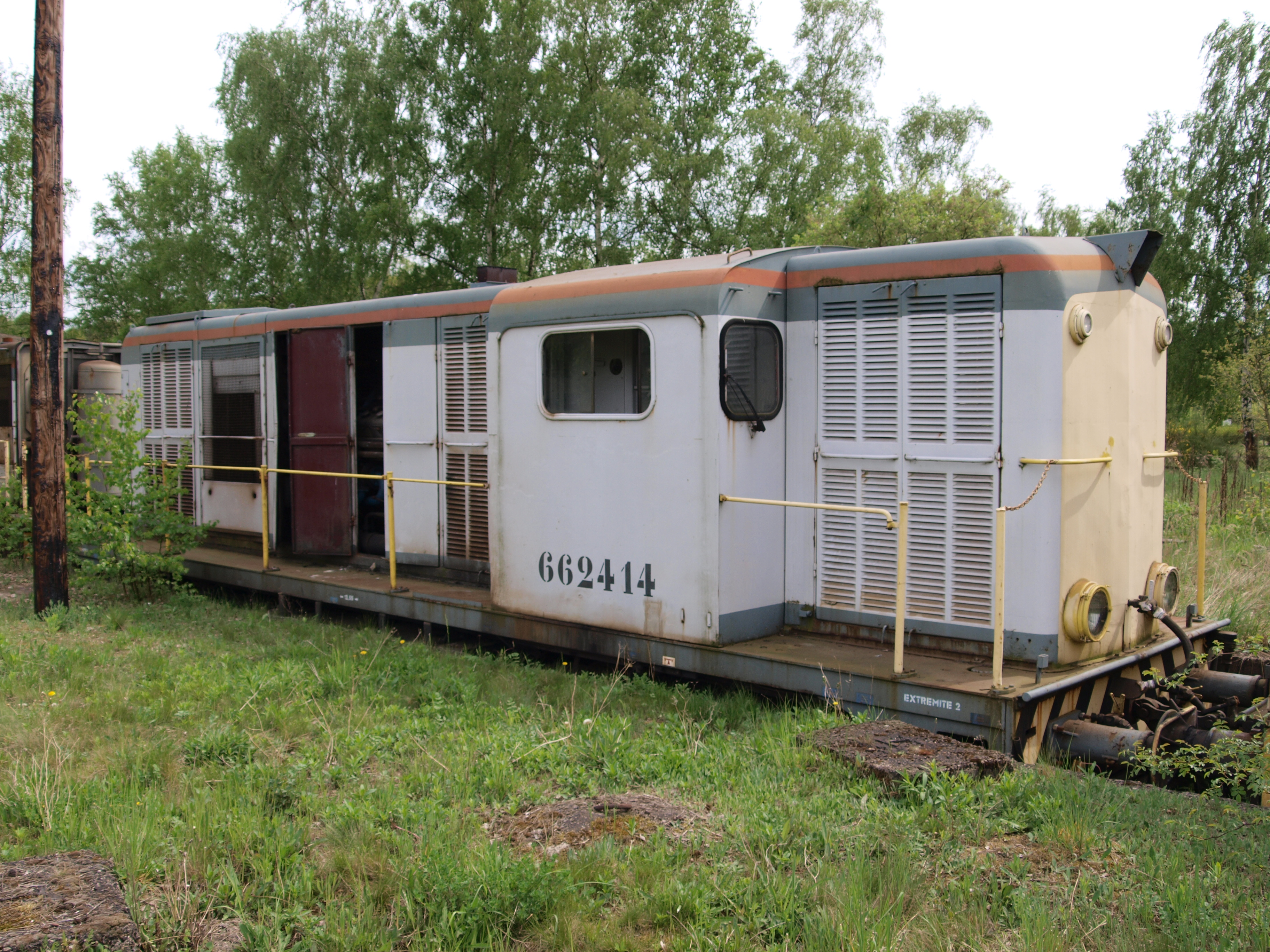
De vroegere NS 2414, in 2009 in Petite-Rosselle (Frankrijk) buiten dienst gesteld als SNCF 662414.

Vanaf de jaren zeventig verminderde het goederenvervoer, mede door de sluiting van veel los- en laadplaatsen, als gevolg waarvan minder locomotieven benodigd waren. In 1976 gingen er zeven locomotieven naar aannemersbedrijf Volker voor dienst in Saoedi-Arabië. De laatste exemplaren deden daar nog dienst tot 1994. Vanaf 1976 werden 22 locs van de serie 2400 opgenomen in een mottenballenvloot. In 1979 waren zij alle weer in dienst.
Enkele 2400-en werden afgevoerd na ongevallen, waarvan de 2421 de eerste was, na een botsing met een dieseltreinstel in Beesd in 1967. Tussen 1974 en 1980 sneuvelden nog tien locs. Vanaf 1982 werden ook niet-beschadigde locs gesloopt. Het grootste deel van de serie verdween tussen 1988 en 1991. Hiervan gingen er tussen 1990 en 1992 vijftig stuks naar de Franse spoorwegmaatschappij SNCF die ze ging inzetten voor werktreinen bij de aanleg van hogesnelheidslijnen. De Fransen hadden er nog meer willen hebben, maar die waren al gesloopt. Bij de SNCF werden zij de series BB 62400 en BB 62500. Na deze inzet werden enkele locomotieven doorverkocht aan SNCF-dochter VFLI, die de locomotieven in 2008 buiten dienst stelde.
Drie locs, de 2413, 2424 en 2454, kwamen in mei 2009 terecht in het Belgische Raeren. Na bijna 25 jaar zijn zij weer teruggekeerd in Nederland.
De 2424 werd op 14 april 2016 per dieplader overgebracht naar de SGB in Goes. Op 26 mei volgde de 2454. Deze werd naar de BSH te Haarlem overgebracht. De 2413 werd in 2019 door een particulier naar Nederland gehaald.

## Museumlocs
Bij de NS werden de laatste 2400-en buiten dienst gesteld in 1991. Van de 130 gebouwde locomotieven zijn er (stand 2020) zes exemplaren in Nederland bewaard gebleven.
De al in 1983 buiten dienst gestelde 2498 werd in 1987 als museumloc overgedragen aan Het Spoorwegmuseum te Utrecht. Deze is weer in de roodbruine kleur geschilderd.
De 2459 keerde in 1998 terug uit Frankrijk om als museumloc in de oude roodbruine kleur te gaan dienstdoen bij de VSM te Beekbergen. De 2412 keerde in 2009 terug uit Frankrijk. Deze locomotief is in 2013 bij de VSM in de oude lichtblauwe kleur van voor 1956 teruggebracht.
De 2424 kwam in april 2016 uit Raeren in België. Deze locomotief ging in revisie bij de Stoomtrein Goes - Borsele om daar als museumloc te gaan dienstdoen in de oude roodbruine kleur. In mei 2016 keerde ook de 2454 vanuit Raeren naar Nederland terug. Deze loc is bij de Vereniging tot Behoud van Spoormaterieel Haarlem (BSH) in de latere geel/grijze kleurstelling teruggebracht en in 2017 weer rijvaardig gemaakt. In november 2019 ging deze machine over naar de Stichting 2454 CREW.
Ook de afwijkende 2530 is bewaard gebleven. Na haar buitendienststelling in 1991 werd de 2530 door de NVBS ten behoeve van een grootschalige afscheidsrit in juni 1991 weer lila geschilderd. De 2530 ging in 1992 als museumloc naar de VSM te Beekbergen. In 2005 werd de loc weer roodbruin, waarna ze in 2019 weer lila werd geschilderd.
| Museumlocs in Nederland |             |
| Nummer(s)               | Locatie     |
| 2412                    | VSM         |
| 2413                    | Particulier |
| 2424                    | SGB         |
| 2454                    | 2454 CREW   |
| 2459                    | VSM         |
| 2498                    | NSM         |
| 2530                    | VSM         |

## Foto’s van museumlocs

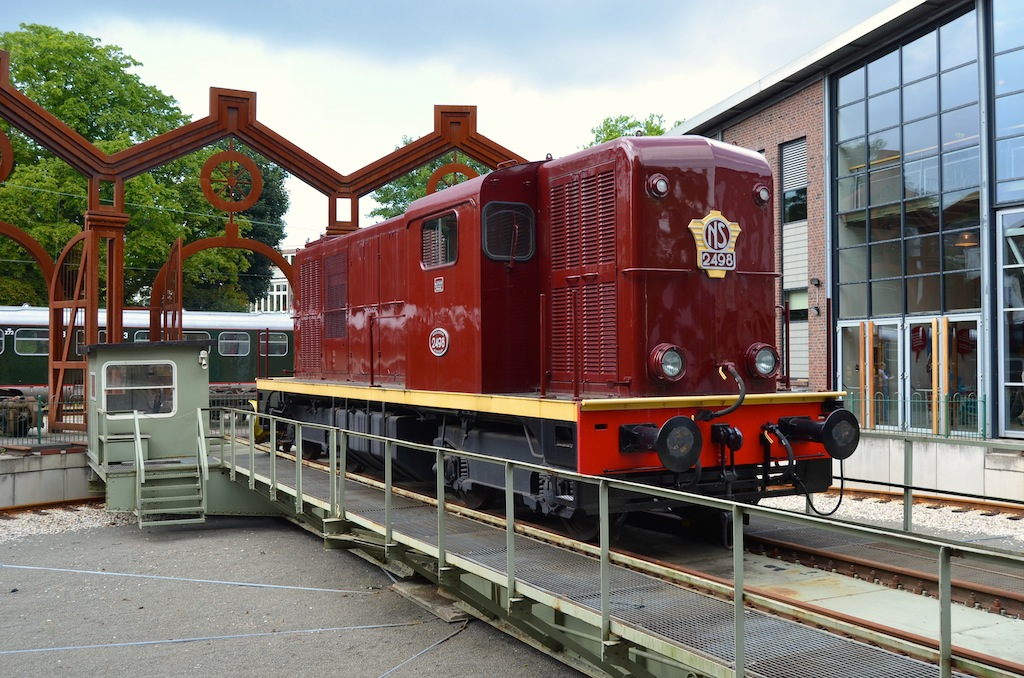
Loc 2498 op de draaischijf van het Spoorwegmuseum; 29 juli 2013.
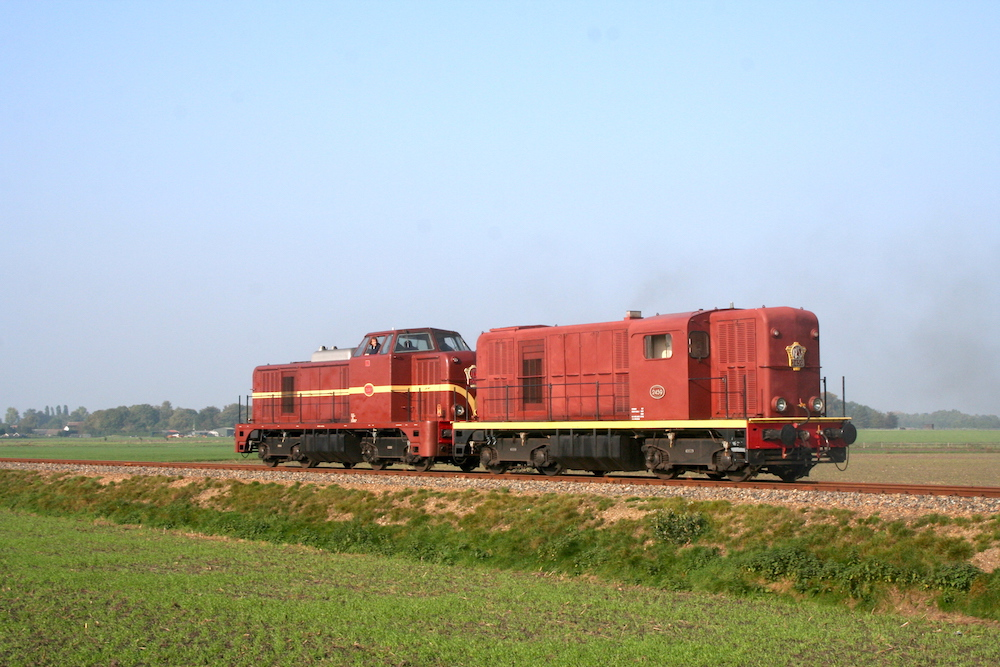
De locs NS 2459 en 2530 bij de VSM nabij Beekbergen. Duidelijk zichtbaar is het verschil in uitvoering tussen beide locs; 15 oktober 2006.
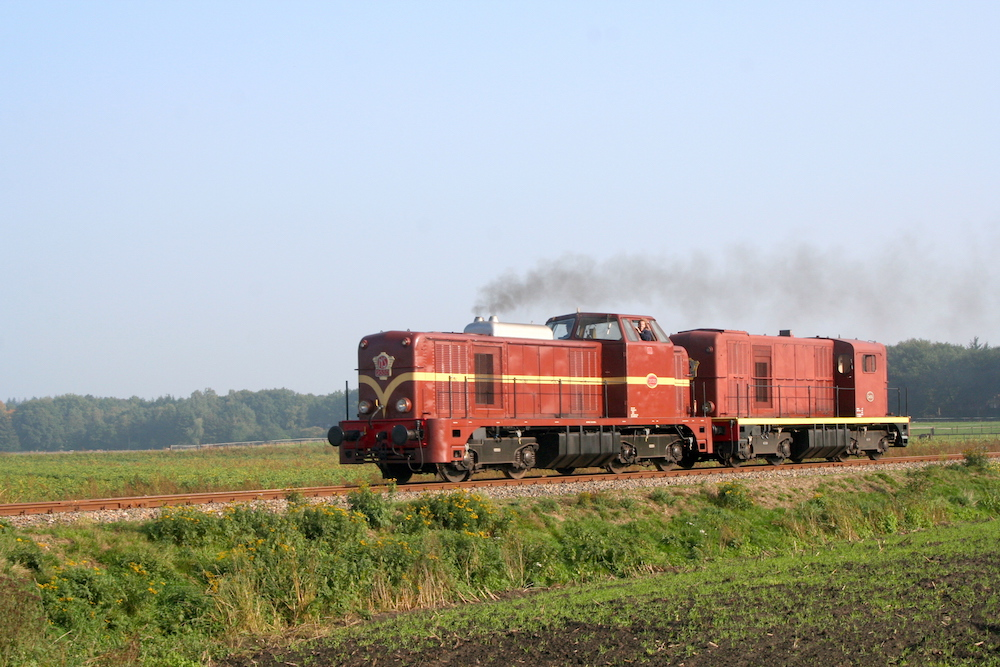
De locs NS 2459 en 2530 bij de VSM nabij Beekbergen. Duidelijk zichtbaar is het verschil in uitvoering tussen beide locs; 15 oktober 2006.
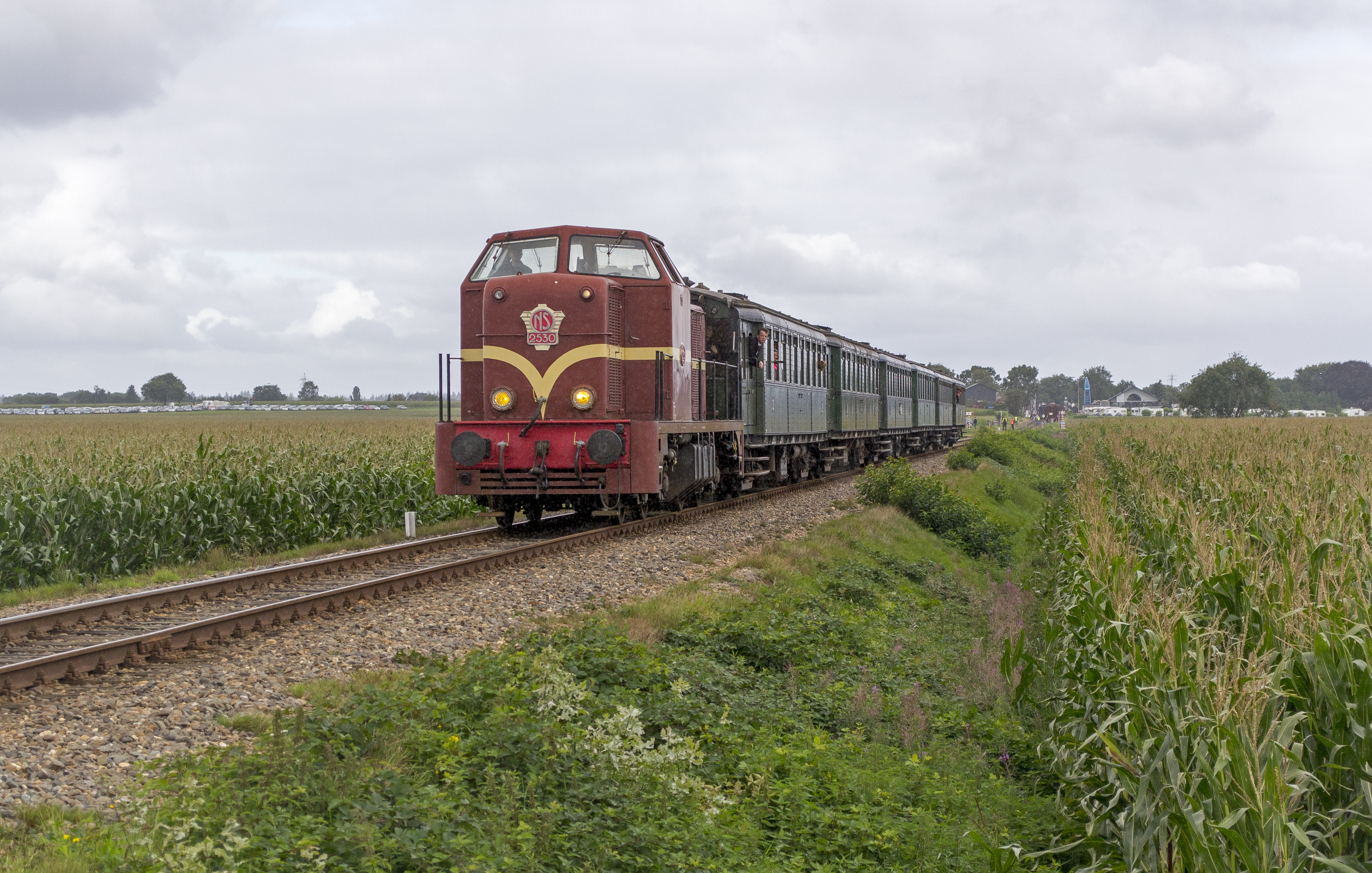
Loc 2530 met hoge cabine bij de VSM met passagierstrein naar Loenen; 6 september 2015.
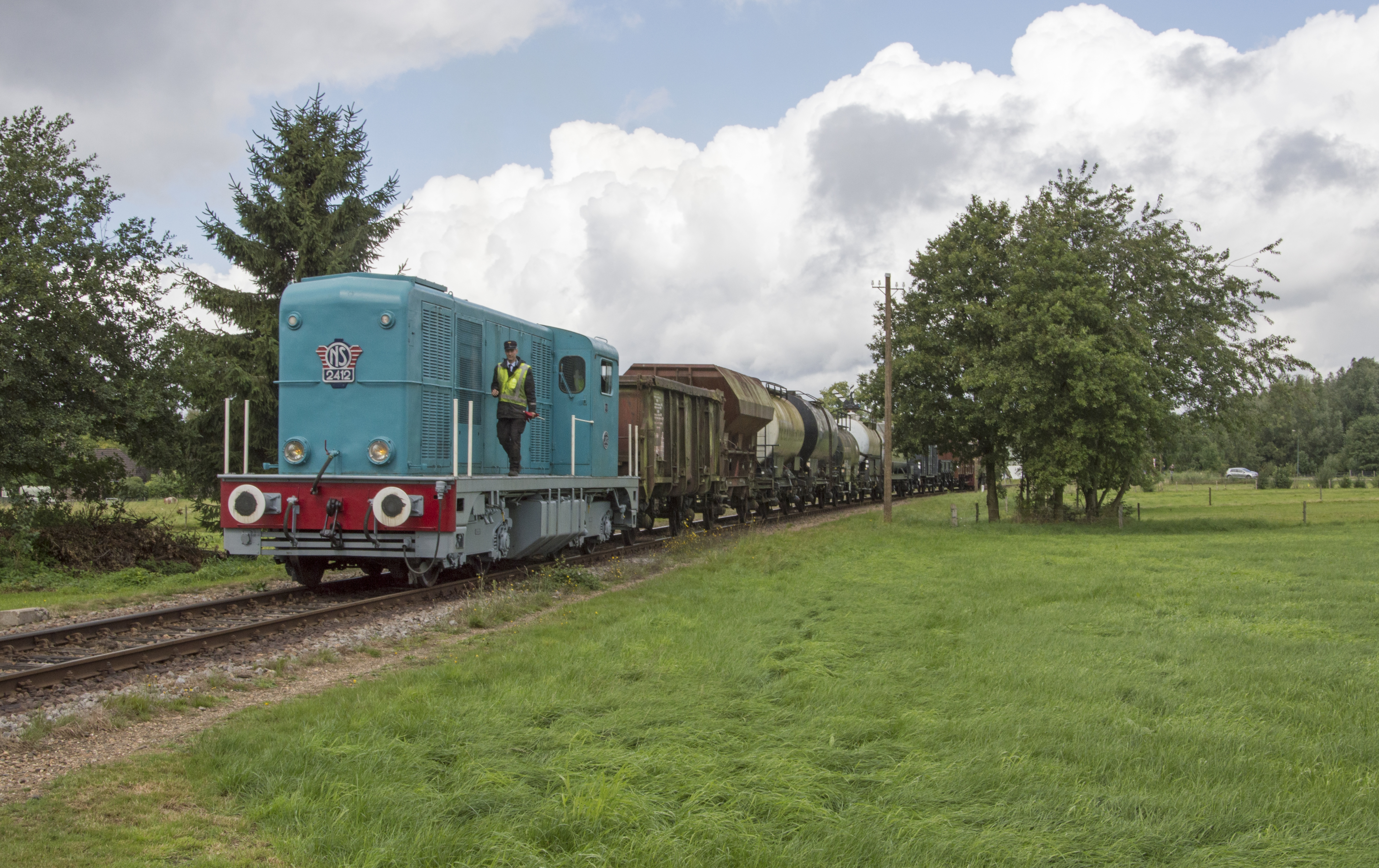
De blauwe loc 2412 bij de VSM met goederentrein naar Beekbergen te Lieren; 5 september 2015.
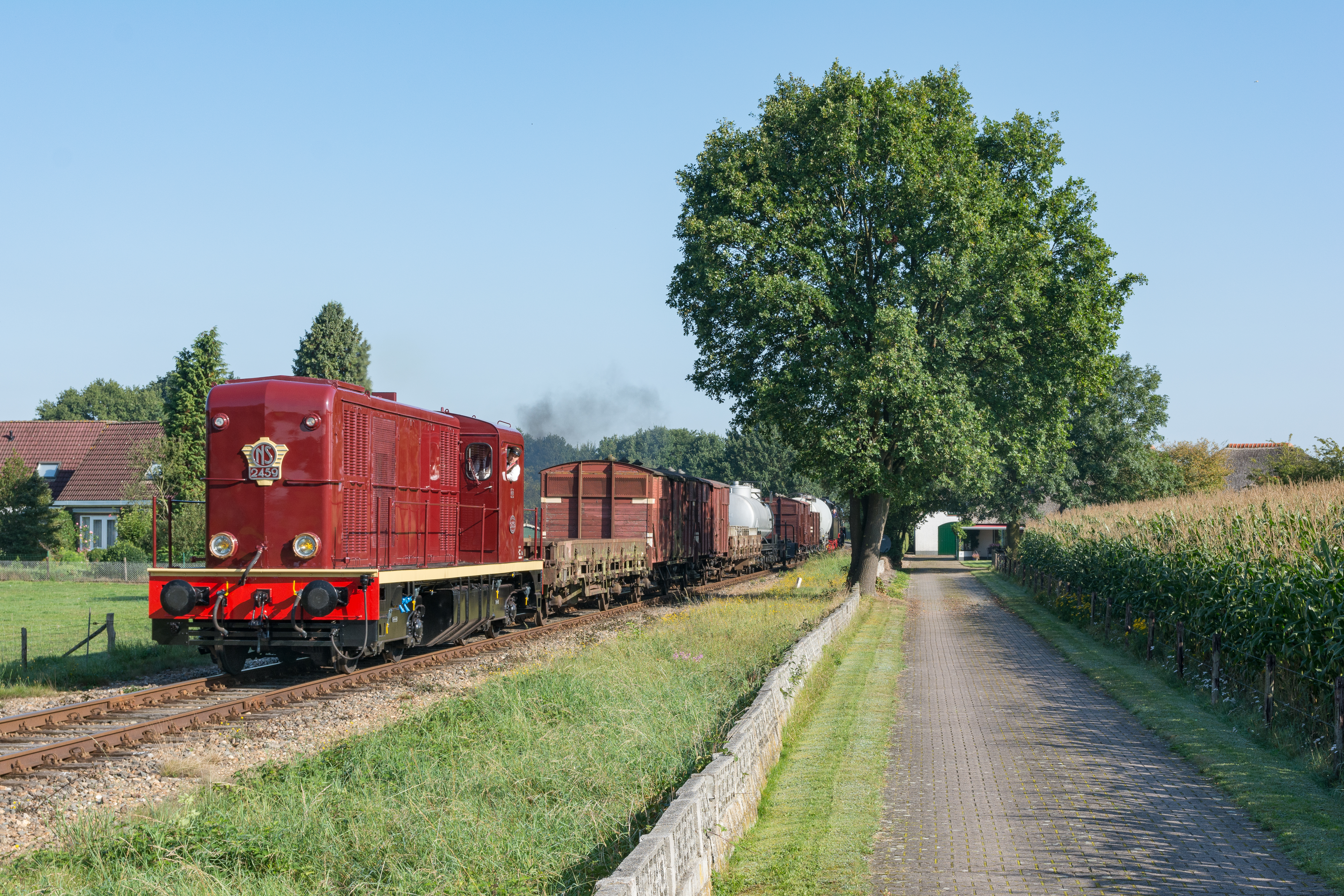
Loc 2459 bij de VSM met goederentrein van Apeldoorn VAM naar Beekbergen; 3 september 2017.
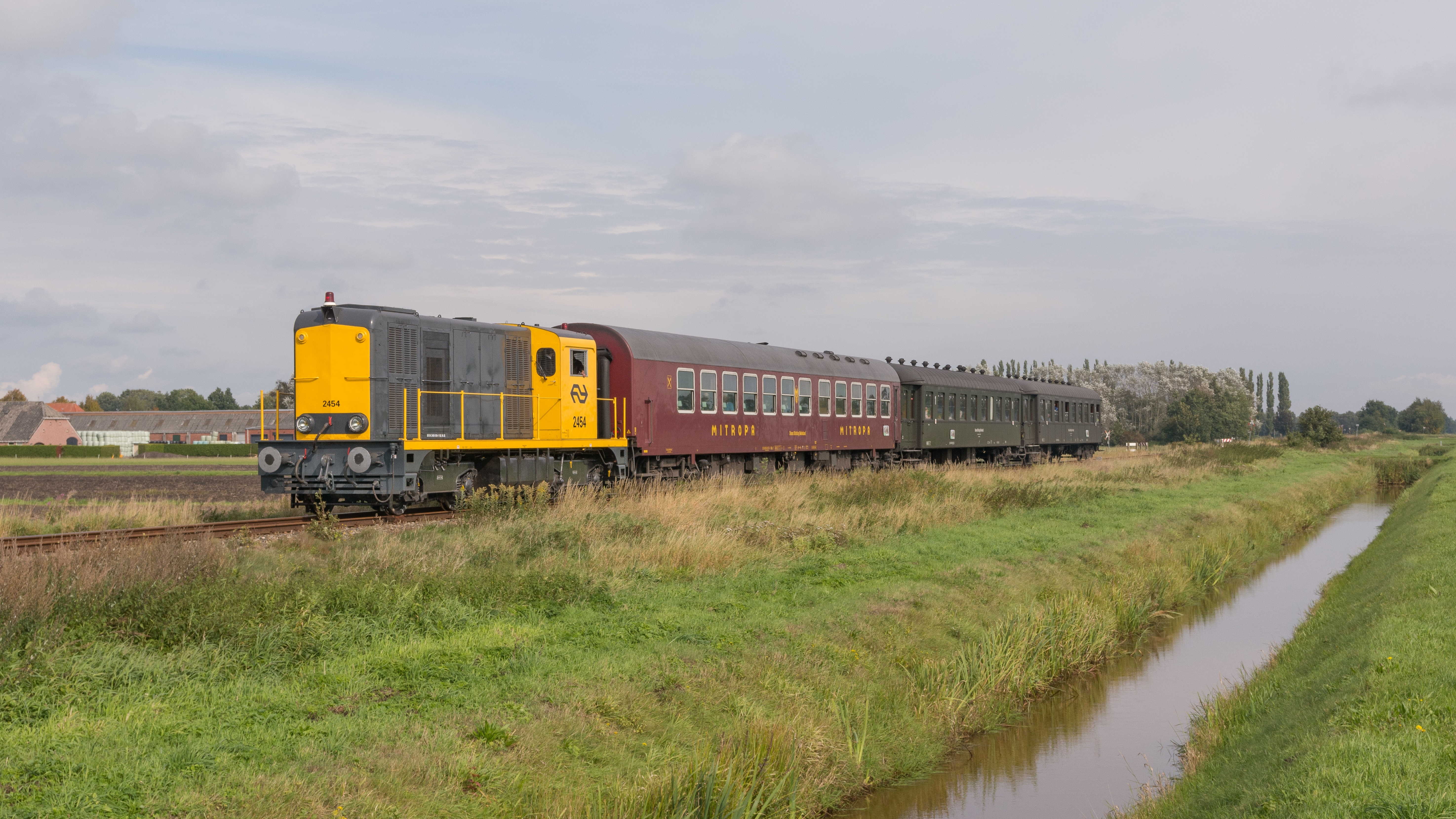
Loc 2454 op bezoek bij de STAR met SSN-rijtuigen, onderweg van Veendam naar Stadskanaal, nabij Wildervank; 17 september 2017.
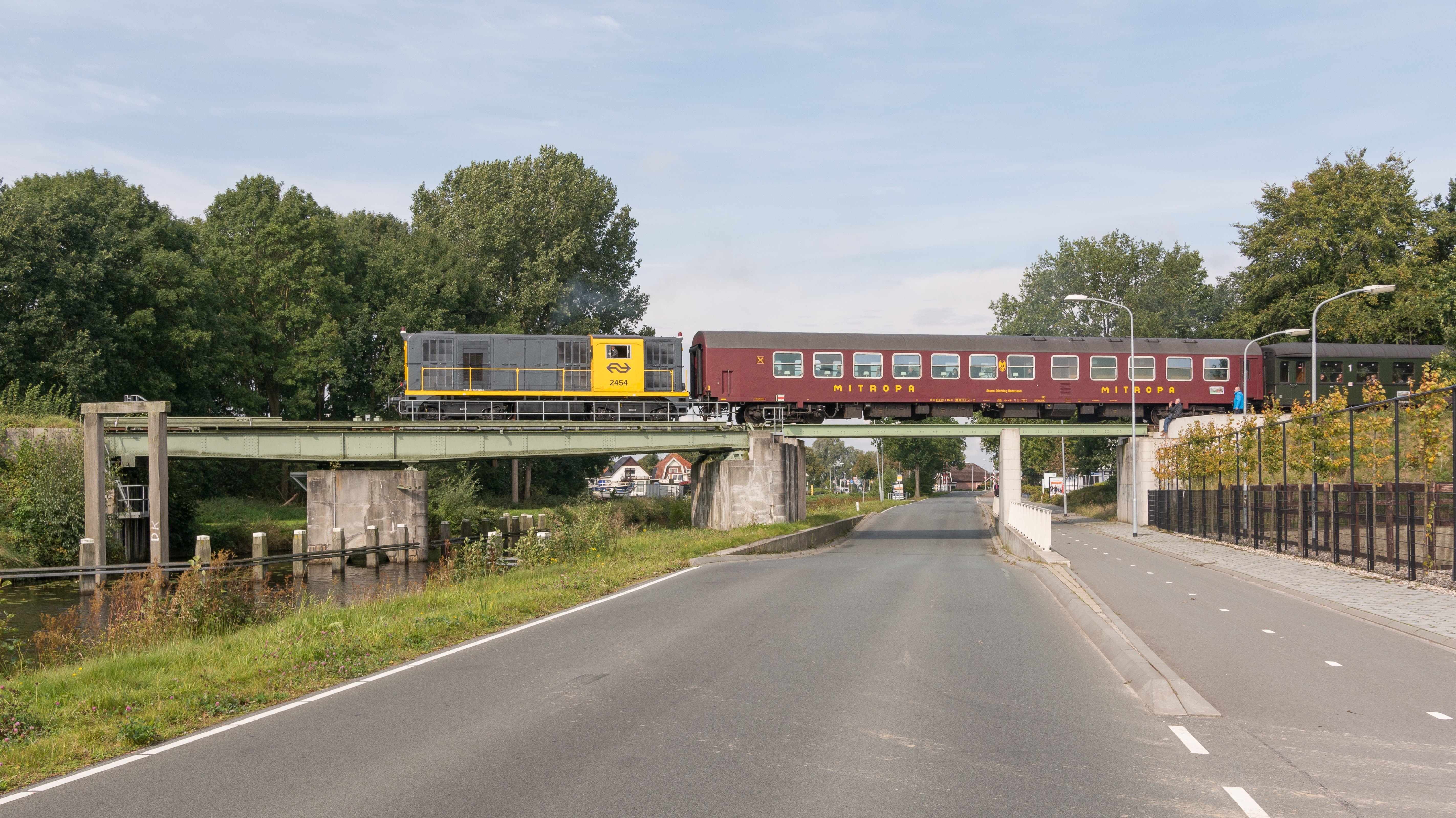
Loc 2454 op bezoek bij de STAR met passagierstrein Veendam – Stadskanaal op het viaduct over de N385; 17 september 2017.
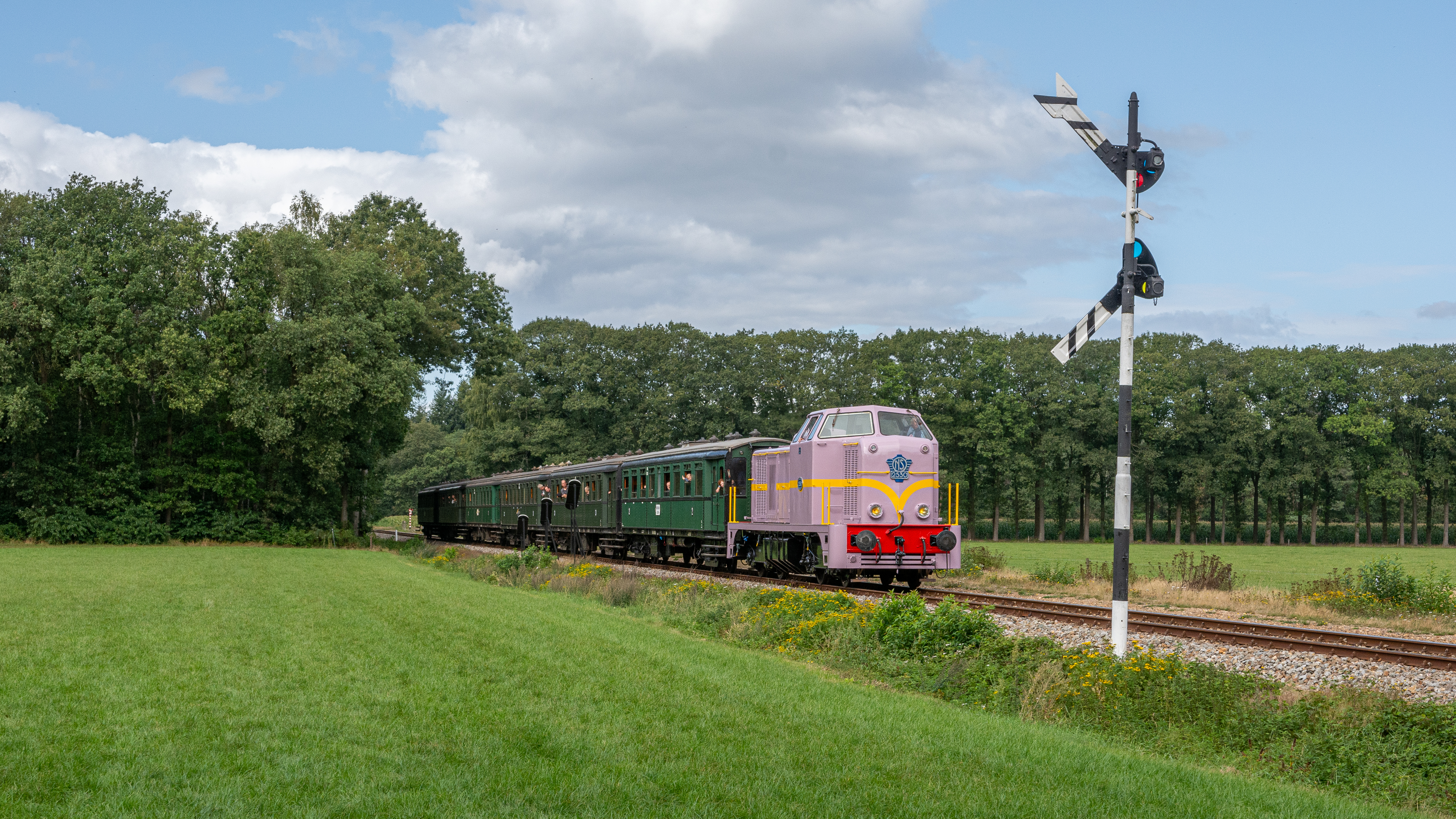
Loc 2530 de bisschop van de VSM weer in lila kleur, met reizigerstrein uit Beekbergen; 6 september 2019.
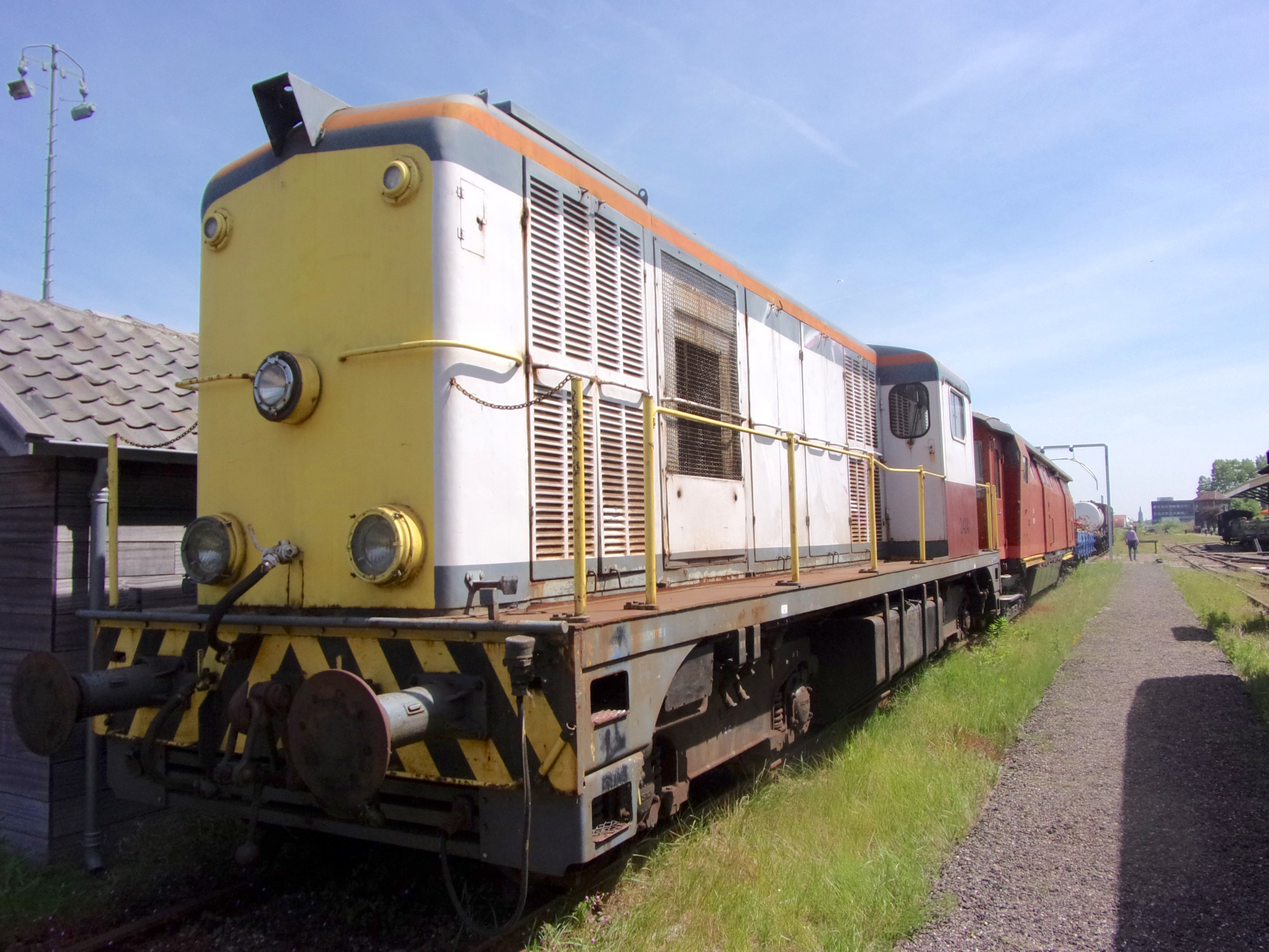
Loc SNCF 62424 bij de SGB te Goes nog in Franse uitvoering; 1 juni 2019.
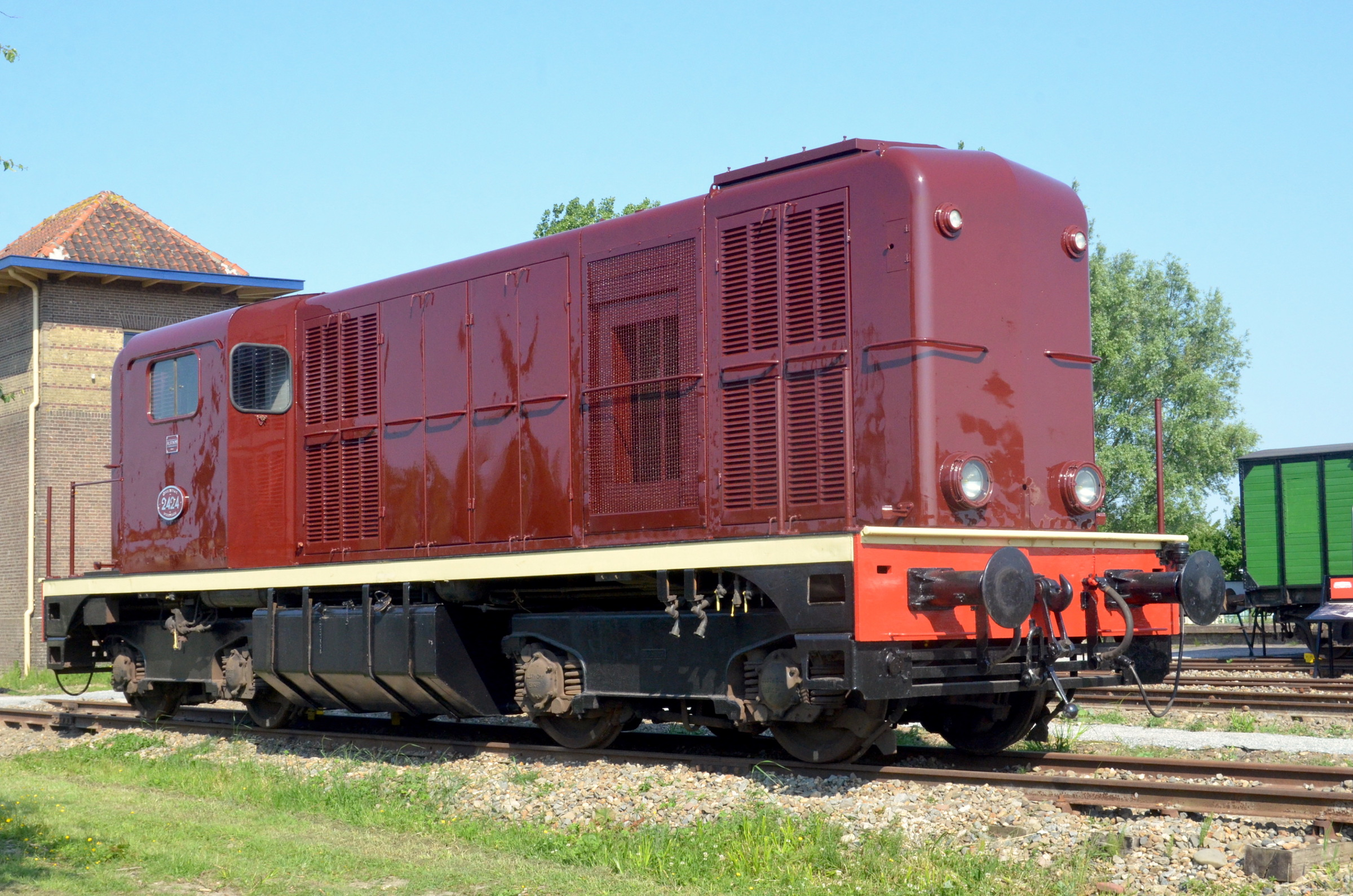
Loc 2424 bij de SGB te Goes na een schilderbeurt weer in NS-kleuren; 4 juni 2022.